# 高篠山森林公園
高篠山森林公園（たかしのやましんりんこうえん）は、福島県郡山市逢瀬町多田野にある森林公園である。

## 施設概要
1995年（平成7年）オープン。67万m2の広大な森林の中に、ハイキング用の遊歩道や展望広場、キャンプ場などがあり、日帰りでも泊まりがけでも利用できる。
毎週火曜日（祝日の場合は翌日）は休園（夏休み期間は無休）。また、12月1日から3月31日の冬季は閉鎖される。

## 主な施設

### 管理事務所
野鳥や草花の写真などが展示され、飲み物やアイスクリームが販売されている他、自然体験教室や工作教室などのイベントが開催される。

### もりの体育館
管理事務所前にある屋根付きの広場。バスケットボールのゴールが置かれ、雨天時でもスポーツや集会などを行なえる。

### 散策路
園内には合計3.8kmもの散策路が設けられ、不動岩、せせらぎの小径、ほたるの里、山つつじ群生地、黒岩山頂上の展望台などを結んでいる。

### キャンプ場
- バンガロー6棟 - それぞれ7人用、8畳のフローリング、流し台、水洗トイレ、野外にテーブルとイス、炊事場あり[3]
- テントデッキ5基 - ウッドデッキのテント用スペース
- テントサイト37区画 - 芝生のテント用スペース

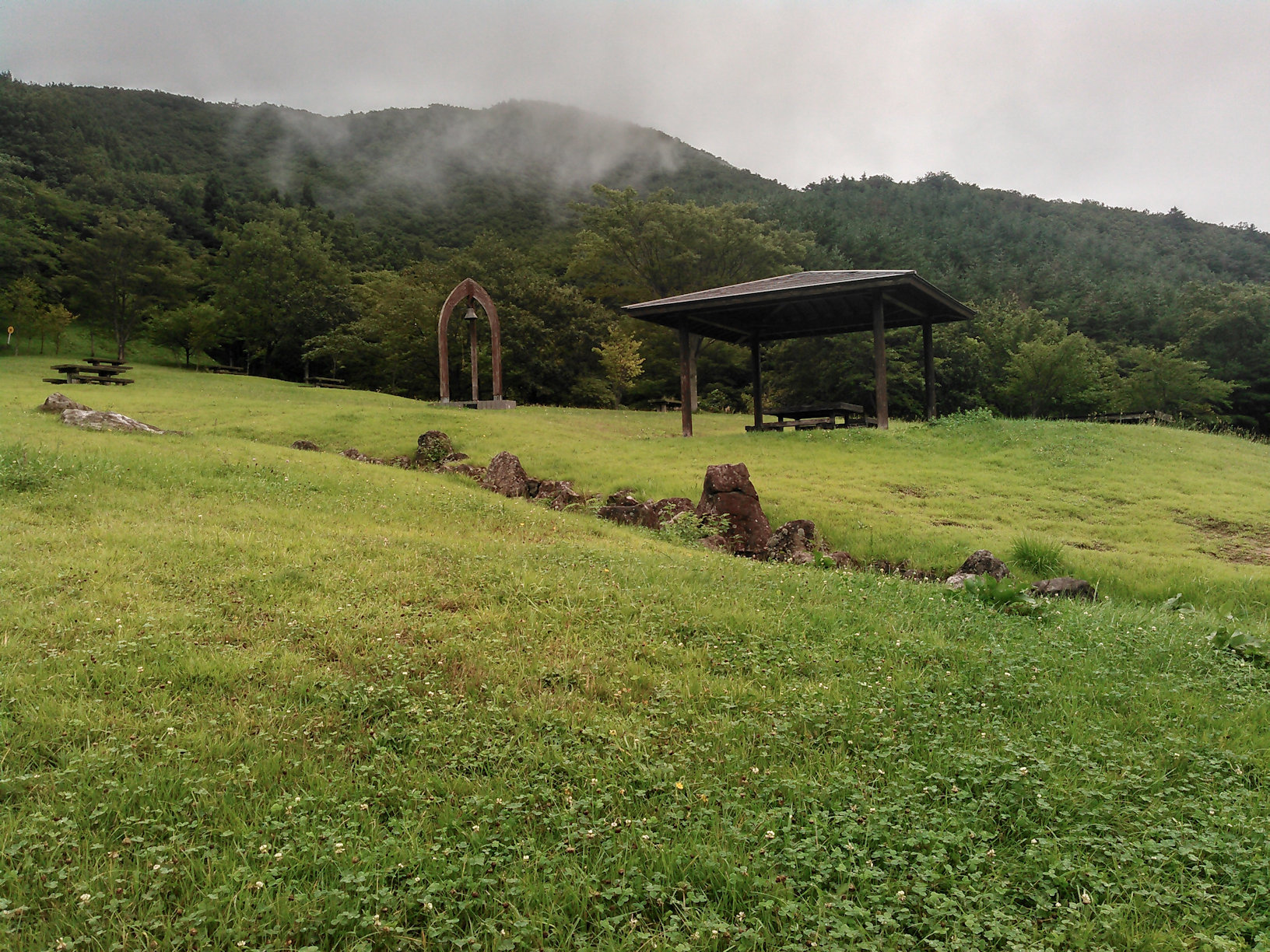
山村広場
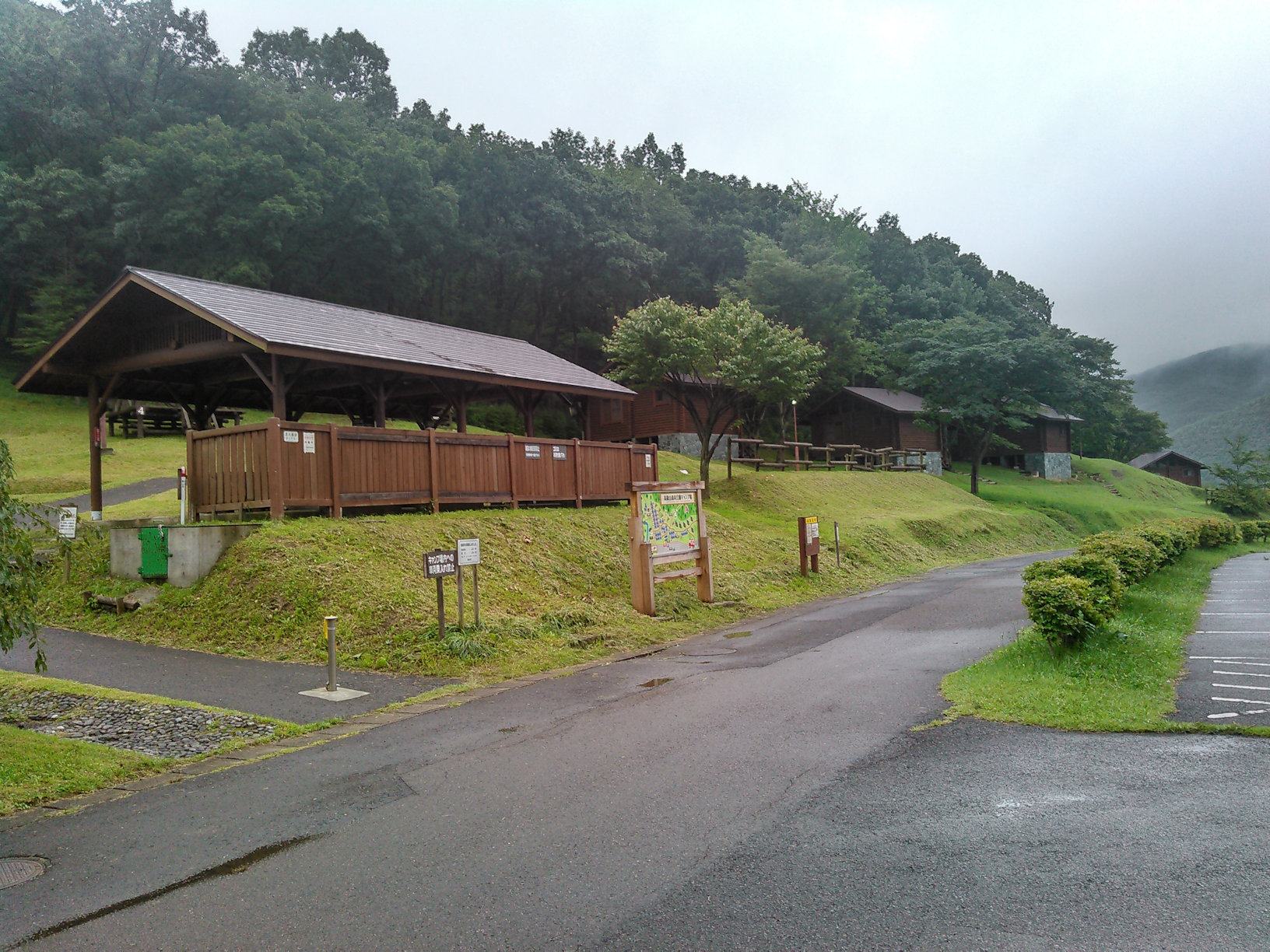
炊事場とバンガロー
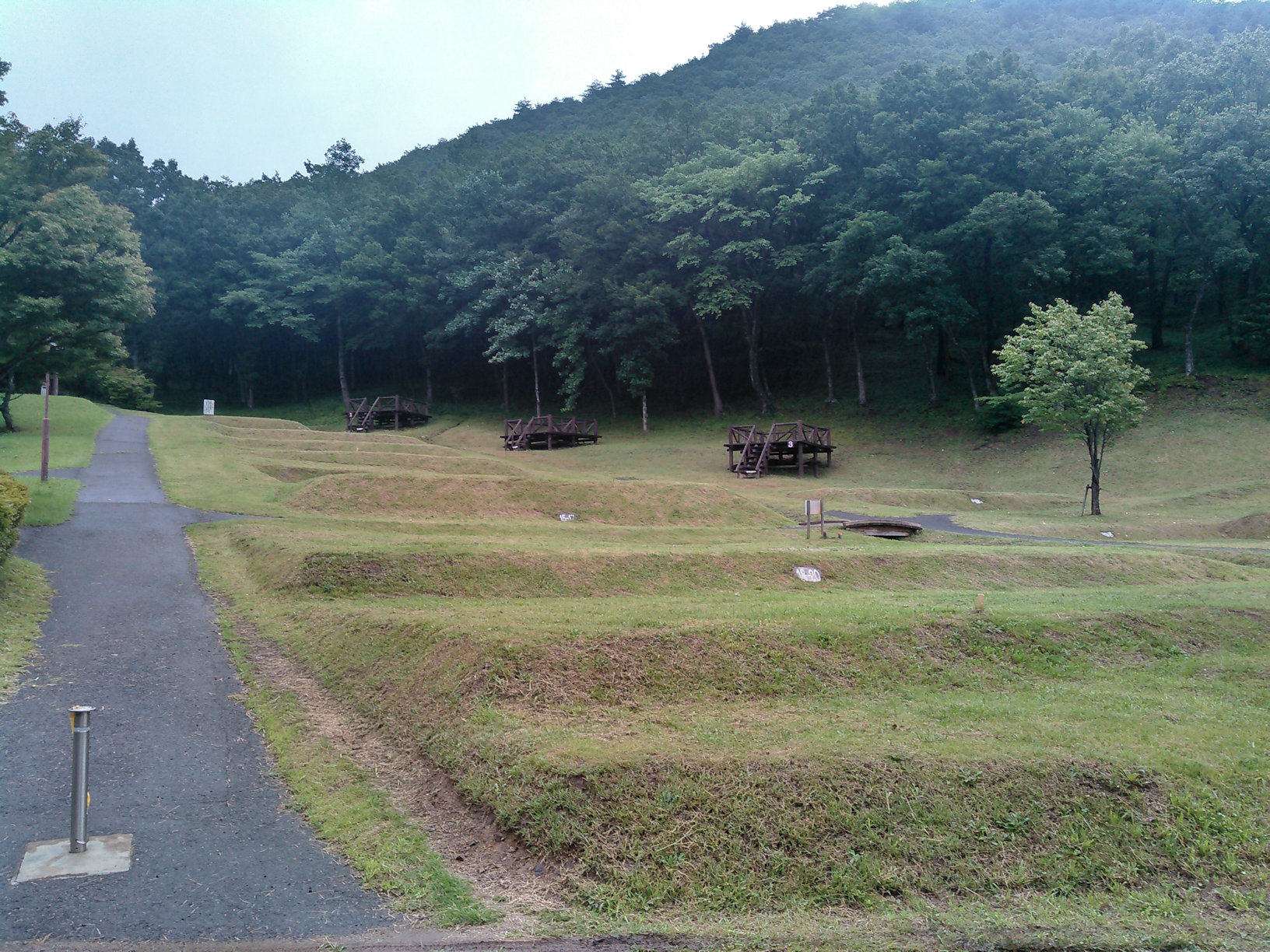
テントサイト

## 所在地
福島県郡山市逢瀬町多田野字高篠1-6

## 近隣
- ごれいびつ荘 北の湯 - 日帰り入浴可能な温泉や釣り堀がある旅館
- COTTON TIME つち工房 - 手作り雑貨の工房
- 林道ごれいびつ線入口 - 山つつじの名所で猪苗代湖を見下ろす御霊櫃峠へ通じる
- 林道鬼ヶ城線入口 - 郡山市「水とふれあう名所10選」の大滝渓谷へ通じる
- 郡山市堀口浄水場